# アストンマーティン・DBR22
DBR22はアストンマーティンが開発したオープンモデルのスポーツカーである。

## 歴史

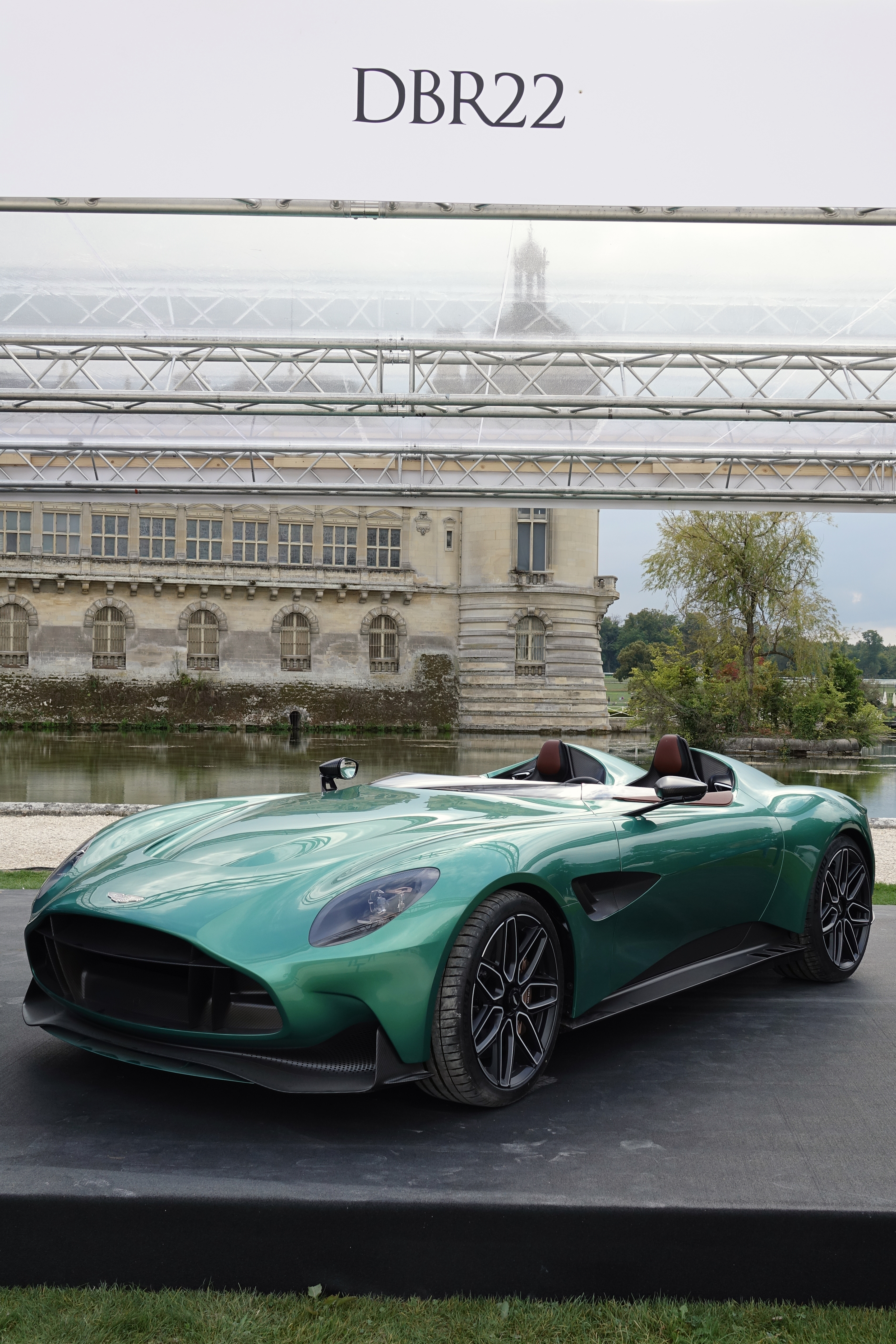
Chantilly Arts & Elegance 2022で公開されたDBR22

DBR22は2022年8月16日のペブルビーチ・コンクール・デレガンス（モントレー・カーウィーク）で発表された
。アストンマーティンのビスポーク部門である「Q by Aston Martin」の10周年を記念したモデルで、1959年のル・マンで優勝したDBR1やDB3Sがデザインのモチーフになっている。
10周年記念にちなんで、DBR22は10台限定で生産される。価格は約150万ポンド（約2億4000万円）。

## 仕様
エクステリアは空力性能を高める「ナセル」と呼ばれるシート背後の突起や大型のフロントグリル、22インチアルミニウムホイールが特徴。また、ルーフやフロントウィンドウも無く、「スリップストリーム」と呼ばれる小さな風除けのみ取り付けられているのも特徴。アグレッシブなスタイリングは、数多くの流れるようなラインと筋肉質のホイールアーチ、そして大きなフロントエアインテークよって形作られている。グリル廻りなど、車の細部はほかのアストンマーティンのデザインに似ているものの、同時にゼロから設計された完全にユニークなスタイルとなっている。
インテリアはインパネ上部に大型液晶ディスプレイが配置され、センターコンソールも専用で設計されている。計器類を囲むトリムにはレザーやカーボンファイバーが使用されており、シートはカーボンファイバー製になっている。
エンジンはDBSスーパーレッジェーラとアストンマーティン・V12スピードスターにも搭載された5.2L V型12気筒ツインターボのガソリンエンジンで、トランスミッションはZF製8速ATを採用している。0-60mph加速は3.5秒、最高速度は198 mph (319 km/h)。DBR22の構造にはカーボンファイバーが使用され、サスペンションを支えるフレームは3Dプリンターを利用して作られた。この技術により、剛性を犠牲にすることなく、車の総重量を大幅に削減することができた。